# Agrostophyllum torricellense
Agrostophyllum torricellense är en orkidéart som beskrevs av Rudolf Schlechter. Agrostophyllum torricellense ingår i släktet Agrostophyllum och familjen orkidéer. Inga underarter finns listade i Catalogue of Life.